# Kathleen Naser
Kathleen Naser (Ciudad de Brandeburgo, RDA, 31 de julio de 1975) es una deportista alemana que compitió en remo.
Ganó una medalla de plata en el Campeonato Mundial de Remo de 1999, en la prueba de dos sin timonel. Participó en los Juegos Olímpicos de Atlanta 1996, ocupando el octavo lugar en la prueba de ocho con timonel.

## Palmarés internacional
| Campeonato Mundial | Campeonato Mundial      | Campeonato Mundial | Campeonato Mundial |
| Año                | Lugar                   | Medalla            | Prueba             |
| ------------------ | ----------------------- | ------------------ | ------------------ |
| 1999               | St. Catharines (Canadá) | Medalla de plata   | Dos sin timonel    |